# NGC 2472
NGC 2472 је спирална галаксија у сазвежђу Рис која се налази на NGC листи објеката дубоког неба.
Деклинација објекта је + 56° 42' 4" а ректасцензија 7h 58m 41,7s. Привидна величина (магнитуда) објекта NGC 2472 износи 15,3 а фотографска магнитуда 16,2. NGC 2472 је још познат и под ознакама MCG 10-12-39, CGCG 287-19, PGC 22364.